# Pluralisme (filosofie)
Pluralisme is een systeem dat stelt dat de werkelijkheid bestaat uit een veelheid aan principes en niet herleid kan worden tot één enkel principe zoals bij het monisme. Deze positie komt terug in meerdere deelgebieden van de filosofie.

## Metafysica en ontologie
In de metafysica beschouwt pluralisme de werkelijkheid als opgebouwd volgens meerdere verschillende beginselen. Zo is Empedocles een metafysisch pluralist omdat hij gelooft dat alles bestaat uit een mengeling van de vier oerelementen. Dit staat in contrast met systemen die de werkelijkheid reduceren tot één element of substantie zoals bij filosofen als Thales van Milete of Anaximander.
In de ontologie verwijst het pluralisme naar de stelling dat de werkelijkheid bestaat uit een veelheid van individuele zelfstandigheden en niet uit een allesomvattende substantie. Er is niet één ding met een hele reeks eigenschappen, maar een veelvoud van elementen die van elkaar te onderscheiden zijn. Voorbeelden hier van zijn het atomisme van Democritus (alle atomen zijn gelijk) of de monadenleer van Gottfried Wilhelm Leibniz (de monaden zijn verschillend). Deze positie staat tegenover filosofen zoals Parmenides, Baruch Spinoza of Hegel.

## Ethiek en politiek
Binnen de ethiek betekent pluralisme dat er verschillende ethische beginselen zijn die niet tot elkaar kunnen gereduceerd worden of waartussen de discussie nooit beslecht kan worden. Het moreel pluralisme van auteurs zoals Thomas Nagel of Isaiah Berlin stelt dat er verschillende ethische plichten, deugden of waarden zijn die fundamenteel onverzoenbaar met elkaar zijn.
In de politieke filosofie verwijst pluralisme naar de idee dat er altijd een pluraliteit van standpunten en ideologieën zal zijn. Pluralisten kunnen in feite nog verder gaan en ook stellen dat dit pluralisme op maatschappelijk vlak een goede zaak is. Zo stelt Claude Lefort dat het wezen van democratie net draait om een fundamentele oneensheid over wat democratie en politiek hoort te zijn. Elke poging om alles te herleiden tot één ideologie of principe leidt voor hem tot totalitarisme. Het kan ook geassocieerd worden met een vorm van cultuurrelativisme.

## Epistemologie
In de kennistheorie stipt pluralisme aan dat er meerdere manieren zijn om tot kennis te komen. Zo stelt wetenschapsfilosofisch pluralisme dat niet alles via dezelfde methode kan benaderd worden. Het verwerpt één kennismethode om tot ware kennis te komen en verzet zich tegen reductionisme omdat niet alle fenomenen tot één theorie gereduceerd kunnen worden. Volgens dit wetenschappelijk pluralisme is de pluraliteit qua methodologie tussen verschillende wetenschappen niet noodzakelijk een probleem. Bekende pluralisten zijn Helen Longino en Hasok Chang.
In het lichaam-geestprobleem zijn er bijvoorbeeld verdedigers van een filosofie van de geest die stellen dat het lichaam en het denken niet op dezelfde wijze kunnen bestudeerd worden. Een ander voorbeeld vindt men terug in het werk van auteurs als Edmund Husserl en Wilfrid Sellars die stellen dat er een fundamenteel verschil is in de wijze waarop de mens de wereld op een alledaagse wijze benadert (het manifeste wereldbeeld) en de manier waarop dat binnen de wetenschap gebeurt (wetenschappelijk wereldbeeld). Hoewel beide auteurs wel de neiging hebben een prioriteit toe te kennen aan een van deze twee wereldbeelden, is het mogelijk te stellen dat deze twee wereldbeelden naast elkaar kunnen bestaan en niet tot elkaar te reduceren zijn.